# 桑·卡桑高·賓沙
桑·卡桑高·賓沙（Jean-Kasongo Banza，1974年6月26日—2024年6月7日），剛果民主共和國职业足球运动员，现已退役，他曾效力多間球會。

## 連結
- Player profile at PlayerHistory.com （页面存档备份，存于）
- Player profile at Weltfußball.de （页面存档备份，存于） （德文）
- Player profile at Fußballdaten.de （页面存档备份，存于） （德文）
- Jean-Kasongo Banza – FIFA國際賽競賽紀錄 (存檔)
- Club & Country Statistics （页面存档备份，存于）